# Bistrița (město)
Bistrița (německy Bistritz, dříve Nösen; maďarsky Beszterce, česky zastarale Bystrica nebo i Bystřice) je město v rumunském Sedmihradsku, hlavní město župy Bistrița-Năsăud. Leží na řece Bistrița a žije v něm přibližně 79 tisíc obyvatel. Jeho název pochází ze slovanského výrazu pro řeku, bystřinu.

## Historie
První známky o osídlení v oblasti dnešního města pocházejí z dob neolitu. V roce 1206 se sem přistěhovali Němci a celou oblast nazvali Nösnerland. Roku 1241 sem vtrhli Mongolové a město zničili. Bistrița se obnovila teprve až jako významné tržiště na významných obchodních cestách tehdejšího Rumunska.
Roku 1330 se Bistrița stala svobodným královským městem. O dalších 23 let později obdrželo právo konat trhy, také získalo svoji pečeť. V roce 1465 již bylo opevněné, hradby města měly 18 věží. Součástí města byl tehdy i opevněný kostel.
Za druhé světové války, během níž město patřilo fašistickému Maďarsku, se z města vystěhovali Němci, převážně do Německa a Rakouska, těsně před jeho obsazením Rudou armádou. Po roce 1989 se někteří sice vrátili, dnes však netvoří ani jedno procento obyvatelstva.

## Partnerská města
- L'Aquila, Itálie (2006)
- Besançon, Francie (1997)
- Columbus, Spojené státy americké (2003)
- Herzogenrath, Německo (2005)
- Montreuil, Francie (1993)
- Zelená Hora, Polsko (2001)